# Сугимото, Томоми
Томоми Сугимото (яп. 杉本智美; род. 9 ноября 1994) — японская лучница, чемпионка Азиатских игр и чемпионка мира в помещении. Специализируется в стрельбе из олимпийского лука.

## Биография
Томоми родилась 9 ноября 1994 года в префектуре Сидзуока. Обучалась в средней школе Хокусэй города Хамамацу и университете Кинки.
Завоевала золотую медаль на 13-м чемпионате мира в помещении в Анкара в составе женской японской сборной, а также стала пятой в личном зачете.
В 2018 году на Азиатских играх завоевала золотую медаль в турнире смешанных пар с Такахару Фурукава. В этом же составе японке покорилась первая победа на Кубке мира в Анталье.
В 2019 году на Кубке мира Томоми завоевала две медали в личных соревнованиях — бронзу в Медельине и серебро в Шанхае. Этого результата японке хватило для попадания в финал Кубка мира. На чемпионате мира в Хертогенбосе 2019 японка дошла до четвертьфиналов в личном первенстве, где уступила кореянке Кан Чхэ Ён в перестрелке. Женская сборная в командном турнире выбыла на стадии 1/8 финала, а смешанный дуэт Томоми и Фурукава выбыл в четвертьфинале. В Москве в финале Кубка мира Томоми уже в первой игре попала на представительницу Китайского Тайбэя Тань Ятин, которой уступила 3:7 по сетам. В декабре 2019 года стало известно, что Томоми вошла в список лучниц, которые будут квалифицироваться для участия на домашней Олимпиаде в Токио.